# Xã Armstrong, Quận Lycoming, Pennsylvania
Xã Armstrong (tiếng Anh: Armstrong Township) là một xã thuộc quận Lycoming, tiểu bang Pennsylvania, Hoa Kỳ. Năm 2010, dân số của xã này là 681 người.